# Villeneuve-sur-Aisne
Villeneuve-sur-Aisne – gmina we Francji, w regionie Hauts-de-France, w departamencie Aisne. W 2013 roku liczba ludności wynosiła 2662 mieszkańców. 
Gmina została utworzona 1 stycznia 2019 roku z połączenia dwóch ówczesnych gmin: Guignicourt oraz Menneville. Siedzibą gminy została miejscowość Guignicourt. 